# Giải quần vợt Wimbledon 2023 - Đôi nam khách mời
Bob và Mike Bryan là đương kim vô địch và bảo vệ thành công danh hiệu, đánh bại James Blake và Lleyton Hewitt trong trận chung kết, 6–4, 3–6, [10–6].

## Kết quả

### Từ viết tắt
| - Q = Vòng loại - WC = Đặc cách - LL = Thua cuộc may mắn - Alt = Thay thế - SE = Miễn đặc biệt | - PR = Bảo toàn thứ hạng - w/o = Thắng nhờ đối thủ rút lui trước trận đấu - r = Bỏ cuộc giữa trận đấu - d = Bị xử thua - SR = Xếp hạng đặc biệt |

### Chung kết
|  | Chung kết |                            |   |   |      |  |
|  |           |                            |   |   |      |  |
|  | A1        | Bob Bryan Mike Bryan       | 6 | 3 | [10] |  |
|  | B2        | James Blake Lleyton Hewitt | 4 | 6 | [6]  |  |

### Bảng A
|    |                                   | Bryan               | Grosjean Štepánek   | Haas Philippoussis            | Sá Black Soares               | RR T–B | Set T–B | Game T–B | Xếp hạng |
| A1 | Bob Bryan Mike Bryan              |                     | 7–5, 6–3            | 6–4, 6–2                      | 6–2, 6–3 (v/ Black)           | 3–0    | 6–0     | 37–19    | 1        |
| A2 | Sébastien Grosjean Radek Štepánek | 5–7, 3–6            |                     | 4–6, 3–6                      | 6–4, 6–4 (v/ Black)           | 1–2    | 2–4     | 27–33    | 3        |
| A3 | Tommy Haas Mark Philippoussis     | 4–6, 2–6            | 6–4, 6–3            |                               | 6–3, 6–7(3–7), [8–10] (v/ Sá) | 1–2    | 3–4     | 30–30    | 2        |
| A4 | André Sá Wayne Black Bruno Soares | 2–6, 3–6 (v/ Black) | 4–6, 4–6 (v/ Black) | 3–6, 7–6(7–3), [10–8] (v/ Sá) |                               | 1–2    | 2–5     | 24–36    | 4        |

### Bảng B
|    |                                                | Baghdatis Inglot Malisse         | Blake Hewitt            | Delgado Marray                   | Melzer Müller                | RR T–B | Set T–B | Game T–B | Xếp hạng |
| B1 | Marcos Baghdatis Dominic Inglot Xavier Malisse |                                  | 3–6, 4–6 (v/ Baghdatis) | 3–6, 6–3, [10–12] (v/ Baghdatis) | 7–5, 3–6, [8–10] (v/ Inglot) | 0–3    | 2–6     | 26–34    | 4        |
| B2 | James Blake Lleyton Hewitt                     | 6–3, 6–4 (v/ Baghdatis)          |                         | 6–3, 6–4                         | 6–3, 4–6, [10–6]             | 3–0    | 6–1     | 35–23    | 1        |
| B3 | Jamie Delgado Jonathan Marray                  | 6–3, 3–6, [12–10] (v/ Baghdatis) | 3–6, 4–6                |                                  | 4–6, 6–7(3–7)                | 1–2    | 2–5     | 27–34    | 3        |
| B4 | Jürgen Melzer Gilles Müller                    | 5–7, 6–3, [10–8] (v/ Inglot)     | 3–6, 6–4, [6–10]        | 6–4, 7–6(7–3)                    |                              | 2–1    | 5–3     | 34–31    | 2        |